# Pezicula carnea
Pezicula carnea är en svampart som först beskrevs av Cooke & Ellis, och fick sitt nu gällande namn av Rehm 1912. Pezicula carnea ingår i släktet Pezicula och familjen Dermateaceae.   Inga underarter finns listade i Catalogue of Life.